# Boby na Zimních olympijských hrách 2018
Závody v bobech na Zimních olympijských hrách 2018 proběhly od 18. do 25. února 2018 na dráze sáňkářského centra Alpensia Sliding Centre.

## Program
Program podle oficiálních stránek.
| Den    | Datum          | Zahájení (UTC+9) | Zahájení (SEČ) | Závod                     |
| ------ | -------------- | ---------------- | -------------- | ------------------------- |
| den 10 | 18. února 2018 | 20:05            | 12:05          | dvojbob muži, jízdy 1 a 2 |
| den 11 | 19. února 2018 | 20:15            | 12:15          | dvojbob muži, jízdy 3 a 4 |
| den 12 | 20. února 2018 | 20:50            | 12:50          | dvojbob ženy, jízdy 1 a 2 |
| den 13 | 21. února 2018 | 20:40            | 12:40          | dvojbob ženy, jízdy 3 a 4 |
| den 16 | 24. února 2018 | 09:30            | 01:30          | čtyřbob muži, jízdy 1 a 2 |
| den 17 | 25. února 2018 | 09:30            | 01:30          | čtyřbob muži, jízdy 3 a 4 |

## Medailové pořadí zemí
| Pořadí | Země                         | Zlato | Stříbro | Bronz | Celkově |
| ------ | ---------------------------- | ----- | ------- | ----- | ------- |
| 1.     | Německo (GER)                | 3     | 1       | 0     | 4       |
| 2.     | Kanada (CAN)                 | 1     | 0       | 1     | 2       |
| 3.     | Jižní Korea (KOR)            | 0     | 1       | 0     | 1       |
| 3.     | Spojené státy americké (USA) | 0     | 1       | 0     | 1       |
| 4.     | Lotyšsko (LAT)               | 0     | 0       | 1     | 1       |
|        | Celkem                       | 4     | 3       | 2     | 9       |

## Medailisté

### Muži
| Disciplína | Zlato                                                                                                 | Výkon   | Stříbro | Výkon   | Bronz                                             | Výkon   |
| ---------- | --- | ------- | --- | ------- | ------------------------------------------------- | ------- |
| dvojbob    | Kanada (CAN) · Justin Kripps · Alexander Kopacz Německo (GER) · Francesco Friedrich · Thorsten Margis | 3:16,86 | medaile neudělena |         | Lotyšsko (LAT) · Oskars Melbārdis · Jānis Strenga | 3:16,91 |
| čtyřbob    | Německo (GER) · Francesco Friedrich · Candy Bauer · Martin Grothkopp · Thorsten Margis                | 3:15,85 | Německo (GER) · Nico Walther · Kevin Kuske · Alexander Rödiger · Eric Franke Jižní Korea (KOR) · Won Yun-jong · Jun Jung-lin · Seo Young-woo · Kim Dong-hyun | 3:16,38 | medaile neudělena                                 |         |

### Ženy
| Disciplína | Zlato                                                 | Výkon   | Stříbro                                                          | Výkon   | Bronz                                                    | Výkon   |
| ---------- | ----------------------------------------------------- | ------- | ---------------------------------------------------------------- | ------- | -------------------------------------------------------- | ------- |
| dvojbob    | Německo (GER) · Mariama Jamankaová · Lisa Buckwitzová | 3:22,45 | Spojené státy americké (USA) · Elana Meyersová · Lauren Gibbsová | 3:22,52 | Kanada (CAN) · Kaillie Humphriesová · Phylicia Georgeová | 3:22,89 |